# Barichneumonites indicus
Barichneumonites indicus är en stekelart som först beskrevs av Rao 1953.  Barichneumonites indicus ingår i släktet Barichneumonites och familjen brokparasitsteklar. Inga underarter finns listade.